# Wärtsilä-Sulzer RTA96-C
Wärtsilä-Sulzer RTA96C/RT-flex96C (Вяртсиля-Зульцер) — серия двухтактных турбокомпрессорных дизельных двигателей, разработанных финской машиностроительной компанией Wärtsilä. Подразделяются на две линейки двигателей, RTA96C и RT-flex96C. Двигатели линейки RT-flex96C (вып. с 2003 г) представляют собой двигатели RTA96C, у которых распределительный вал и его привод, насосы подачи топлива (ТНВД), насосы привода выпускного клапана и серводвигатели системы реверса заменены на систему common rail, выполняющую функции подачи топлива, привода выпускного клапана и пневматического запуска. В обеих линейках выпускаются версии с различным числом цилиндров, от 6 до 14. Версия двигателя с 14 цилиндрами в настоящее время является крупнейшим в мире поршневым двигателем внутреннего сгорания, предназначенным для работающих на мазуте контейнеровозов вместимостью от 3000 до более чем 10000 двадцатифутовых эквивалентов с крейсерской скоростью около 25 узлов.
Высота такого двигателя составляет 13,4 метров, длина — 27 метров, сухая масса — 2300 тонн, максимальная мощность достигает 80 088 кВт (108 920 лошадиных сил).
Первый экземпляр двигателя был установлен на датский контейнеровоз Эмма Маэрск.

## Технические характеристики
- Описание двигателя — дизельный двухтактный двигатель с кривошипно-ползунным механизмом, оборудованный турбонаддувом и интеркулером[1].
- Количество цилиндров — от 6 до 14.
- Тип турбонаддува — постоянного давления.
- Количество клапанов — 1 выпускной клапан на цилиндр.
- Подача топлива — механический насос (RTA96C), система common rail (RT-flex96C)
- Диаметр цилиндра[англ.] — 960 мм.
- Ход поршня[англ.] — 2500 мм.
- Рабочий объём цилиндра — 1820 л; рабочий объём 14-цилиндрового двигателя 25480 л.
- Оборотов в минуту — 22—102.
- Максимальный крутящий момент (для 14-цилиндрового двигателя) — 7603850 Н·м при 102 об/мин.
- Максимальная мощность (для 14-цилиндрового двигателя) — 80 МВт (108 920 л. с.).
- Среднее эффективное давление в цилиндре[англ.] — 1,96 МПа.
- Средняя скорость поршня[англ.] — 8,5 м/с.
- Удельный расход топлива — 171 г/(кВт·ч) (126 г/(л.с.·ч) (3,80 л/с))
- Вес коленчатого вала — 300 т.
- Вспомогательные системы двигателя — система сепарации воды, конденсирующейся после охлаждения воздуха на выходе из интеркулера.
- Дополнительное оснащение — система утилизации остаточного тепла выхлопных газов (турбогенератор, производящий электроэнергию в количестве до 9860 кВт (14-цилиндровый двигатель) [1].

## КПД
Двигатель характеризуется чрезвычайно низкой литровой мощностью (4,3 лошадиных сил на один литр рабочего объёма). Однако, на оптимальном режиме двигатель способен преобразовать более 50 % энергии топлива в механическую энергию. Таким образом, КПД данного двигателя является наивысшим для поршневых ДВС.
Это вносит двигатель в список GE Energy H- System от General Electric.